# 알바로 네그레도
알바로 네그레도 산체스(스페인어: Álvaro Negredo Sánchez, 1985년 8월 20일 ~ )는 스페인의 축구 선수로 현재 레알 바야돌리드에서 스트라이커로 뛰고 있다.

## 수상 경력

### 클럽
세비야
- 코파 델 레이: 2009-10

맨체스터 시티
- 프리미어리그: 2013-14
- 풋볼 리그 컵: 2013-14

### 국가대표
- UEFA 유럽 축구 선수권 대회: 2012